# نیگاوان
نیگاوان (به ارمنی: Նիգավան) شهری است در ارمنستان که در استان آراگاتسوتن واقع شده‌است.  در  کیلومتری شمال آشتاراک، مرکز استان آراگاتسوتن واقع شده است.

## خصوصیات
نیگاوان ۷۰۷ نفر جمعیت دارد و در ارتفاع  متر بالاتر از سطح دریا قرار گرفته است.